# تاییو شیموکاوا
تاییو شیموکاوا (ژاپنی: 下川 太陽؛ زادهٔ ۷ مارس ۲۰۰۲) یک بازیکن فوتبال اهل ژاپن است.
از باشگاه‌هایی که در آن بازی کرده‌است می‌توان به باشگاه فوتبال سرزو اوساکا و باشگاه فوتبال کاماتامار سان‌اوکی اشاره کرد.